# Izrael na zimowych igrzyskach olimpijskich
Izrael uczestniczy w zimowych igrzyskach olimpijskich nieprzerwanie od 1994. Do tej pory jego reprezentanci występowali 7 razy na zimowych igrzyskach olimpijskich, ale nie zdobyli ani jednego medalu.

## Medale dla Izraela na zimowych igrzyskach olimpijskich
| IO      | Liczba zawodników | złoto | srebro | brąz | Razem |
| ------- | ----------------- | ----- | ------ | ---- | ----- |
| IO 1994 | 1                 | –     | -      | -    | 0     |
| IO 1998 | 3                 | –     | -      | -    | 0     |
| IO 2002 | 5                 | –     | -      | -    | 0     |
| IO 2006 | 5                 | −     | -      | -    | 0     |
| IO 2010 | 3                 | –     | -      | -    | 0     |
| IO 2014 | 5                 | –     | -      | -    | 0     |
| IO 2018 | 10                | –     | -      | -    | 0     |